# Lagoa do Opaia
Lagoa do Opaia é uma lagoa localizada no município brasileiro de Fortaleza, Ceará. Está situada inteiramente no bairro Aeroporto, embora sua margem noroeste faça limite com o bairro Vila União, o que causa, muitas vezes, confusão sobre sua localização pela população. Encontra-se próxima ao antigo terminal de passageiros do Aeroporto Pinto Martins.
Nas décadas de 1980 e 1990, foi um movimentado ponto de lazer da cidade. Com o aumento populacional do entorno da lagoa, começaram a surgir problemas como o acúmulo de lixo e despejamento de esgoto, o que consolidou o atual estado de abandono. O manancial chegou até a reduzir de tamanho devido aos aterramentos para construção de casas.

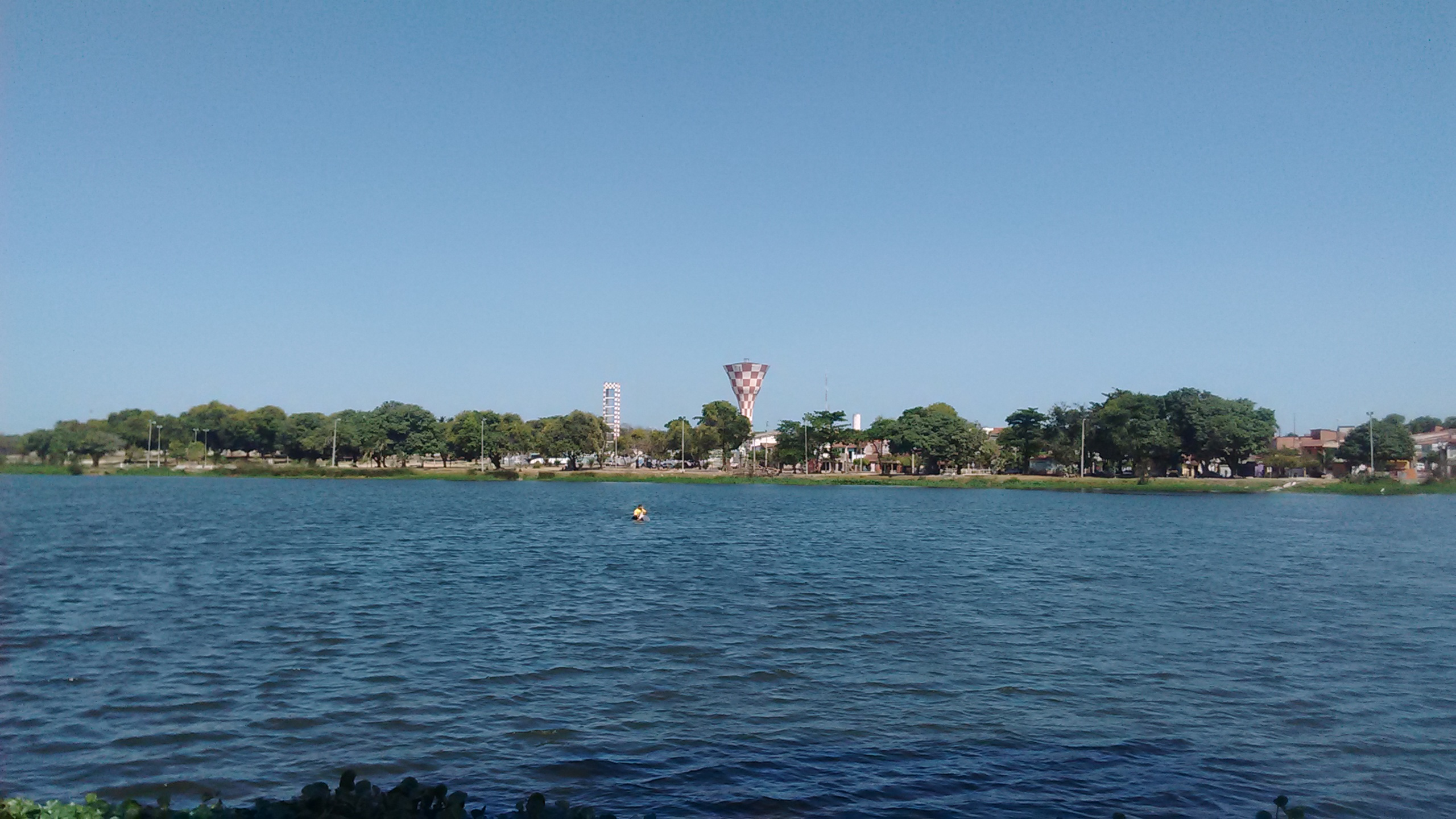
Lagoa do Opaia.

## Lenda da Carimbamba
Diz uma lenda popular que todas as noites um canto triste ecoava na lagoa do Opaia, como se estivesse falando "amanhã eu vou, amanhã eu vou". Era a Carimbamba, uma ave semelhante a uma coruja. Uma garota chamada Rosabela, moradora da região, havia se encantado por esse canto e todas as noites se acordava para escutar a ave.
Seus pais, preocupados com a filha, mandaram-na morar longe dali, com uma tia. Quando regressou para casa, Rosabela já não se acordava mais para ouvir o canto. Até que numa noite de lua-cheia, ela saiu como sonambula, foi direto para a lagoa atrás da ave e ali morreu afogada, enganchada nas taboas. Desde então, segundo a crendice, nas noites de lua-cheia, pode-se ouvir da lagoa do Opaia, Rosabela cantando o canto da Carimbamba, "amanhã eu vou, amanhã eu vou".
A lenda é contada na música "Amanhã eu vou", composta por Beduíno e Luiz Gonzaga, e gravada pelo próprio Luiz Gonzaga em 1951. Foi mais tarde gravada também por Fagner, Zé Ramalho e Elba Ramalho.